# Кулик-сорока південний

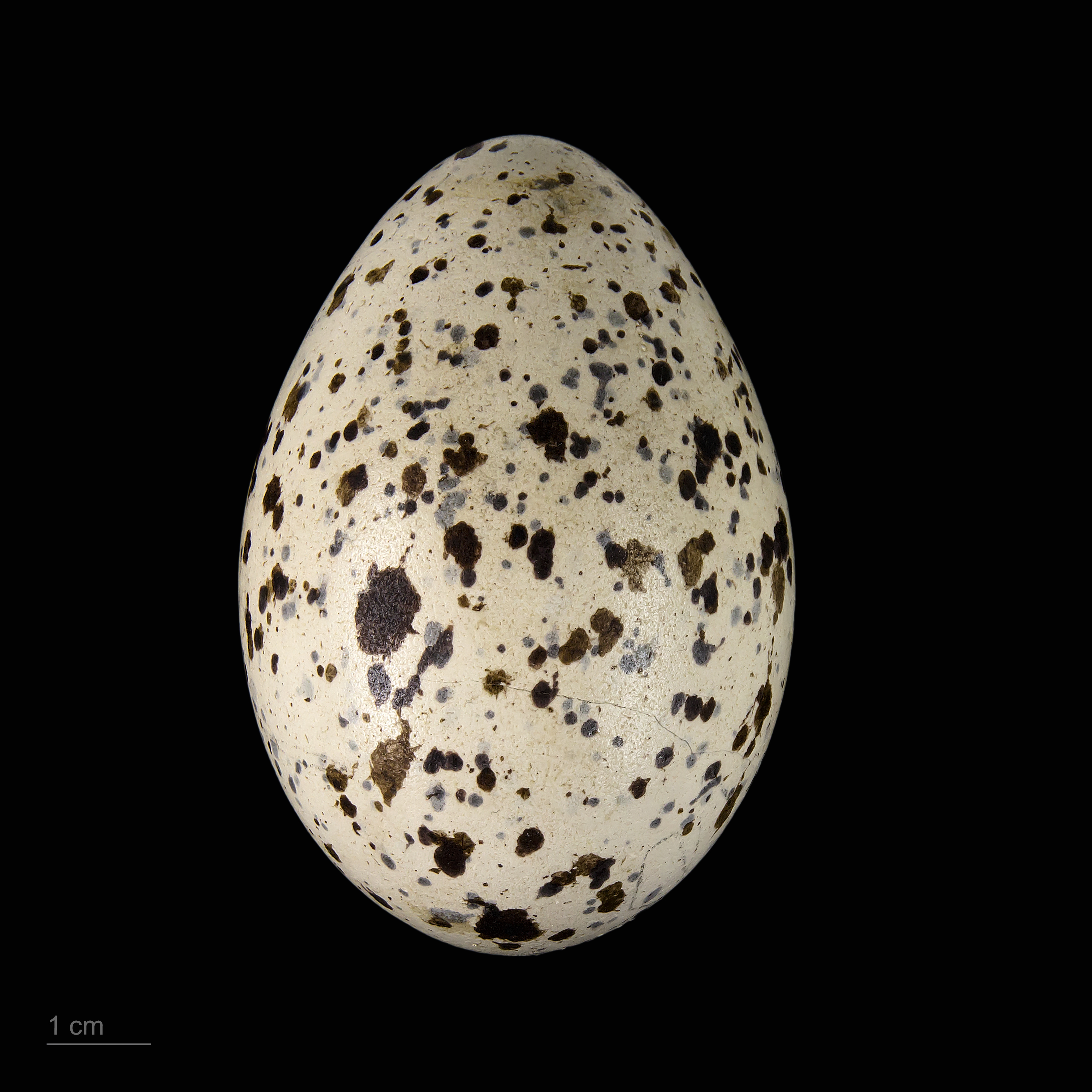
яйце Haematopus ater - Тулузький музей

Кулик-сорока південний (Haematopus ater) — вид сивкоподібних птахів родини куликосорокових (Haematopodidae).

## Поширення
Вид поширений в Південній Америці вздовж морського узбережжя Аргентини, Чилі та Перу, на Фолклендських островах та Вогняній Землі. Бродяжні птахи спостерігалися в Уругваї.

## Опис
Тіло завдовжки 43-45 см, довжина крила 26-28 см, вага 585—700 г. Спина, крила та хвіст темно-коричневі, оперення решти тіла чорного забарвлення. Дзьоб довгий і міцний, помаранчево-червоного кольору і світлішає до кінця дзьоба. Ноги блідо-рожеві, очне кільце оранжево-червоне, райдужна оболонка яскраво-помаранчево-жовта.

## Спосіб життя
Птах живе вздовж морського узбережжя. Живиться молюсками. Сезон розмноження починається наприкінці жовтня. Гніздо — це просте заглиблення на піску або між скелями і часто знаходиться поблизу припливної зони. Кладка складається з одного-двох яєць коричнево-фіолетового забарвлення з дрібними жовтими плямами.